# Julia Serrano (judoczka)
Julia Serrano (ur. 13 września 1974) – australijska judoczka.
Uczestniczka mistrzostw świata w 2003. Zdobyła pięć medali na mistrzostwach Oceanii w latach 1996 - 2004. Mistrzyni Australii w 2003 roku.